# عملية تونغا
عملية تونغا هي الاسم الرمزي للعملية المجوقلة (المحمولة جوًا) التي قامت بها الفرقة البريطانية السادسة المحمولة جوًا بين 5 يونيو و7 يونيو عام 1944 كجزء من عملية أوفرلورد وإنزال النورماندي خلال الحرب العالمية الثانية.
هبطت القوات المظلية والقوات المحمولة جوًا التابعة للفرقة، بقيادة اللواء ريتشارد نيلسون غيل، على الجانب الشرقي من منطقة الغزو، بالقرب من مدينة كان، وجرى تكليفها بعدد من الأهداف. كان على الفرقة الاستيلاء على جسرين مهمين استراتيجيًا فوق قناة كان ونهر أورني، وكان من المقرر أن تستخدمهما قوات الحلفاء البرية للتقدم بمجرد حدوث عمليات الإنزال البحري، وتدمير العديد من الجسور الأخرى لمنع الألمان من استخدامها وتأمين العديد من القرى المهمة. وكلفت الفرقة أيضًا بمهمة مهاجمة وتدمير بطارية مدفعية ميرفيل، وهي بطارية مدفعية اعتقدت استخبارات الحلفاء أنها تحتوي على عدد من قطع المدفعية الثقيلة، والتي يمكن أن تقصف أقرب شاطئ غزو (يُطلق عليه اسم شاطئ سورد) وربما تتسبب في خسائر فادحة في صفوف الحلفاء. بعد تحقيق هذه الأهداف، كان على الفرقة إنشاء رأس جسر وتأمينه حول الجسور التي جرى الاستيلاء عليها حتى تربط بقوات الحلفاء البرية المتقدمة.
عانت الفرقة من مزيج من سوء الأحوال الجوية وسوء ملاحة الطيارين، ما تسبب في إنزال العديد من القوات المحمولة جوًا بشكل غير دقيق في جميع أنحاء منطقة العمليات، وتسبب ذلك بوقوع عدد من الضحايا وجعل تنفيذ العمليات أكثر صعوبة. على وجه الخصوص، كانت كتيبة المظلات التاسعة التي كلفت بمهمة تدمير بطارية مدفعية ميرفيل قادرة على جمع جزء بسيط من قوتها قبل أن تضطر إلى مهاجمة البطارية، وجعلها ذلك تتكبد خسائر فادحة. ومع ذلك، كان الهجوم على البطارية ناجحًا وعطلت الأسلحة الموجودة بداخلها. وتحققت أهداف الفرقة الأخرى على الرغم من المشاكل التي واجهتها.
أمنت قوة صغيرة من القوات المحمولة بالطائرات الشراعية، من الكتيبة الثانية أوكسفوردشير باكينغهامشير للمشاة الخفيفة، جسرين فوق قناة كان ونهر أورني في عملية التحام. أما الجسور الأخرى فقد دمرتها الفرقة واحتلت عددًا من القرى. وشكلت الفرقة رأس الجسر، ونجحت في صد عدد من الهجمات المضادة الألمانية حتى وصلت قوات الحلفاء البرية من شواطئ الغزو إلى مواقعها. حدت تصرفات الفرقة بشدة من قدرة المدافعين الألمان على التواصل وتنظيم أنفسهم، ما ضمن عدم إمكانية مهاجمة القوات البحرية خلال الساعات الحيوية القليلة الأولى بعد الإنزال عندما كانوا أكثر عرضة للخطر.

## الخلفية
وضعت خطة عملية تونغا أثناء التخطيط لعملية أفورلورد، وكانت خطة الحلفاء للغزو النهائي وتحرير فرنسا المحتلة من ألمانيا. بدأ التخطيط للغزو في مايو عام 1943، عندما التقى رئيس الولايات المتحدة فرانكلين ديلانو روزفلت ورئيس الوزراء البريطاني ونستون تشرشل خلال مؤتمر واشنطن. قرر قائدا الحلفاء أن جميع قوات الحلفاء المتاحة يجب أن تتركز في المملكة المتحدة، وأن التخطيط لغزو شمال غرب أوروبا يجب أن يبدأ. وحُدد تاريخ محتمل في مايو عام 1944 مع تحديد الاسم الرمزي «أفورلورد». وجمع فريق التخطيط الأنجلو أمريكي المشترك تحت قيادة الفريق فريدريك إي مورغان، الذي منح لقب رئيس الأركان للقائد الأعلى للحلفاء (سي أو إس إس إيه سي).
دعت المسودات المبكرة لعملية أوفرلورد إلى التزام القوات المحمولة جوًا لدعم القوات البرية وحماية مناطق إنزالها. مثلًا كانت عملية سكايسكريبر تتمحور حول نشر فرقتين محمولتين جوًا لدعم عمليات الإنزال على الشاطئ التي ستنجزها خمس فرق مشاة. لتهبط فرقة محمولة جوًا بالقرب من كان، وأخرى على الساحل الشرقي لشبه جزيرة كوتنتين. وكانت «الخطة ج» اقتراحًا طموحًا قدمه الجنرال جورج مارشال، وكانت ستشمل هبوطًا جويًا كبيرًا على نهر السين، بهدف فصل القوات الألمانية إلى نصفين خلال يوم إنزال النورماندي نفسه. قرر مورغان وموظفوه أخيرًا أن الغزو يجب أن يجري على طول جبهة من ثلاثين ميلًا من نهر أورني غربًا. وكانت ستستخدم الخطة النهائية ثلاثة فرق في الهجوم الأول، مع إنزال القوات المحمولة جوًا على بلدة كان في وقت مبكر من اليوم الأول للاستيلاء على طريق الاختراق الأول.
بعد تعيين الجنرال برنارد مونتغمري في قيادة مجموعة الجيش الحادي والعشرين والقيادة العامة لجميع القوات البرية للإنزال في النورماندي، خضعت الخطة لعدد من التنقيحات الإضافية. وقد قدمت خطة أوفرلورد المنقحة إلى الجنرال دوايت أيزنهاور في 21 يناير عام 1944، وكان القائد الأعلى للحلفاء أثناء الغزو. وسعت خطة مونتغمري المنقحة منطقة الإنزال لتشمل كل الخط الساحلي بين نهر أورني والساحل الشرقي لشبه جزيرة كوتنتين؛ لتنزل خمسة فرق على الشواطئ، وتدعمها ثلاث فرق محمولة جوًا للإنزال على جانبي مناطق الإنزال لتأمين جوانبها وحماية قوات الإنزال من الهجوم المضاد. وحدد وجود القوات البريطانية المحمولة جوًا في الجناح الشرقي، والقوات الجوية الأمريكية في الغرب.

## تمهيد

### التحضير البريطاني
اختيرت الفرقة السادسة المحمولة جوًا، التي كانت تحت قيادة اللواء ريتشارد غيل، لإجراء العمليات المحمولة جوًا على الجانب الشرقي من منطقة الغزو. كانت الفرقة جديدة إذ بدأت العمل في أبريل عام 1943، وكانت عملية أوفرلورد أول تجربة قتالية لها. وهي الفرقة الأولى التي أسست لغرض وحيد هو القيام بعمليات محمولة جوًا على مستوى الفرقة بدلًا من المساهمة في مجموعة من العمليات الأصغر، وحدث جدل كبير حول ما يجب أن تفعله الوحدة.
في أواخر يناير عام 1944، أشار غيل إلى أنه «ليس لديه ما يشير حتى الآن إلى مهمة محددة محمولة جوًا» لوحدته واستمر في إبقاء جميع الخيارات مفتوحة، ما يعكس المناقشات الجارية على المستوى الاستراتيجي حول الخطة الأوسع ليوم إنزال النورماندي. وفي 17 فبراير عام 1944، وصل اللواء فريدريك آرثر مونتاج براوننغ (قائد جميع القوات البريطانية المحمولة جوًا) إلى مقر الفرقة السادسة المحمولة جوًا لاطلاع غيل على ما كان من المتوقع أن تحققه الفرقة أثناء الغزو؛ ودورهم الذي أطلق عليه اسم عملية تونغا. لم تتضمن الخطة الأصلية لتونغا الفرقة بأكملها، وبدلًا من ذلك دعت فقط إلى لواء مظلي واحد وبطارية مضادة للدبابات لتلحق بفرقة المشاة الثالثة البريطانية. وتكلف هذه القوة بالاستيلاء على الجسور فوق قناة كان ونهر أورني بالقرب من مدينتي بينوفيل ورانفيل. اعترض غيل على هذه العملية الصغيرة، بحجة أن لواءً واحدًا لن يكون قادرًا على تحقيق هذه الأهداف بمثل هذه القوة البشرية المحدودة، وطالب بنشر الفرقة بأكملها. بعد التشاور مع رؤسائه، وافق براوننغ على الطلب وأمر غيل ببدء التخطيط للعملية.
خُصصت ثلاث مهام محددة للفرقة لإنجازها كجزء من عملية تونغا، بصرف النظر عن حماية الجناح الشرقي لعمليات الإنزال البحري للحلفاء والسيطرة على المناطق ذات الأهمية الاستراتيجية في شرق كان. أولًا، كان من المقرر الاستيلاء على الجسرين فوق قناة كان ونهر أورني في بينوفيل ورانفيل. والدفاع عن الجسور ضد الهجمات المضادة. عرف غيل أن الاستيلاء على الجسور سيكون أمرًا بالغ الأهمية لإعادة الإمداد وتعزيز فرقته، لكنه لم يكن يعلم أن الجسور كانت غير قادرة على دعم الدبابات. ثانيًا، كان على الفرقة تدمير بطارية مدفعية ميرفيل الساحلية المحصنة بشدة الموجودة في فرانسفيل بلاج، للتأكد من أنها لن تستطيع قصف القوات البريطانية التي تهبط في المنطقة التي تحمل الاسم الرمزي سورد. وكانت المهمة الثالثة هي تدمير العديد من الجسور التي امتدت على نهر ديف، بالقرب من مدن فارافيل وروبوم وبيوغ وتروارن. لتحتفظ الفرقة بعد ذلك بالأراضي التي تستولي عليها، حتى يمكن تحريرها من خلال تقدم القوات البرية البريطانية.